# 4918 Rostropovich
4918 Rostropovich eller 1974 QU1 är en asteroid i huvudbältet som upptäcktes den 24 augusti 1974 av den ryska astronomen Ljudmila Tjernych vid Krims astrofysiska observatorium på Krim. Den är uppkallad efter Mstislav Rostropovitj.
Asteroiden har en diameter på ungefär 11 kilometer.